# Void safety
Void safety (anche nota come null safety) è una garanzia che viene posta nei linguaggi orientati agli oggetti per garantire che nessun riferimento a oggetto abbia un puntatore nullo (o void).
Nei linguaggi orientati agli oggetti, l'accesso agli oggetti è ottenuto tramite riferimenti (o, in modo equivalente, puntatori). Una chiamata tipica è qualcosa nella forma:
```
x.f(a, ...)
```

dove f denota un'operazione e x denota un riferimento a qualche oggetto. Durante l'esecuzione, tuttavia, un riferimento può essere void o null ("nullo" in italiano). In questi casi, la chiamata diventa una void call (chiamata "vuota" o "null"), portando a un'eccezione a run-time, causando spesso una terminazione inattesa del programma.
Void (o null) safety è una garanzia (a compile-time) che permette di verificare che una chiamata nulla (o void) non venga mai effettuata.

## Storia
In un talk del 2009, Tony Hoare ha definito l'invenzione del puntatore null un "errore" quando ha disegnato il linguaggio ALGOL W:
»
Bertrand Meyer ha introdotto il termine "void safety".

## Nei linguaggi di programmazione
Un tentativo iniziale per garantire la void safety è stato fatto durante il design del linguaggio di programmazione Self.
Il linguaggio Eiffel è void-safe secondo i suoi standard ISO-ECMA; il meccanismo di void-safety è implementato in EiffelStudio dalla versione 6.1 e utilizzando una sintassi moderna dalla versione 6.4.
Il linguaggio Spec#, un linguaggio di ricerca creato da Microsoft Research, ha la nozione di "non-nullable type" per rispondere alla void safety. Il linguaggio F#, un linguaggio funzionale creato da Microsoft Research che gira sul framework .NET, è void-safe ad eccezione quando deve interfacciarsi con altri linguaggi .NET.

### La null safety basata sugli union types
Dal 2011 vari linguaggi supportano gli union type e gli intersection type, che possono essere utilizzati per trovare possibili puntatori nulli a compile-time, utilizzando una classe speciale Null dove il valore null è la sua unica istanza.
La null safety basata sui tipi è apparsa per la prima volta nel linguaggio di programmazione Ceylon, seguita subito dopo da TypeScript.
Il linguaggio C# implementa i controlli di null-safety a compile-time dalla versione 8. Tuttavia, per rimanere compatibile con le versioni precedenti del linguaggio, è possibile attivare la funzionalità su uno specifico progetto o anche solo su un file.
Nel linguaggio Dart la null safety è implementata dalla versione 2.0, da agosto 2018.
Altri linguaggi che usano tipi null-safe di default includono Kotlin sviluppato da JetBrains, Rust, e Swift prodotto da Apple.